# Judith Hermann
Pour les articles homonymes, voir Hermann.
Judith Hermann (née le 15 mai 1970  à Berlin) est une journaliste et écrivaine allemande.

## Biographie
En 1998, alors qu'elle est journaliste, Judith Hermann publie un recueil de nouvelles intitulé Maison d'été, plus tard qui connaît un grand succès dans son pays (vendu à plus de cent mille exemplaires). Traduit dans de nombreuses langues, ce premier livre rassemble des histoires reflétant la vie quotidienne des jeunes adultes à la fin des années 1990.
En 2003 parait son second recueil Rien que des fantômes dont les histoires ont pour cadre les pays qu'elle a eu l'occasion de visiter.

## Œuvres

### Nouvelles
- 1998 : Sommerhaus, später, nouvelles, S. Fischer •  (ISBN 3-59614-770-0)
- 2003 : Nichts als Gespenster, nouvelles, S. Fischer •  (ISBN 3-59615-798-6)
- 2009 : Alice, nouvelles, S. Fischer •  (ISBN 978-3-10033-182-3)
- 2016 : Lettipark, nouvelles, S. Fischer •  (ISBN 978-3-10403-716-5)

### Romans
- 2014 : Aller Liebe Anfang, roman, S. Fischer •  (ISBN 978-3-10033-183-0)
- 2021 : Daheim, roman, S. Fischer •  (ISBN 978-3-10397-035-7)

#### Œuvres traduites en français
- 2001 : Maison d'été, plus tard (Sommerhaus, später, 1998), nouvelles, Éditions Albin Michel •  (ISBN 978-2-22612-115-8)
- 2005 : Rien que des fantômes (Nichts als Gespenster, 2003), nouvelles, Éditions Albin Michel •  (ISBN 2-22615-672-0)
- 2012 : Alice[1],[2] (Alice, 2009), nouvelles, Éditions Albin Michel •   (ISBN 978-2-22623-154-3)
- 2016 : Au début de l'amour[3] (Aller Liebe Anfang, 2014), roman, 209 p., Albin Michel •  (ISBN 978-2-22632-392-7)
- 2018 : Certains souvenirs[4] (Lettipark, 2016), nouvelles, Albin Michel •  (ISBN 978-2-22639-631-0)

## Récompenses et distinctions
- 1999 : Prix Hugo-Ball (de) de la première œuvre (Hugo-Ball-Förderpreis)
- 2001 : Prix Kleist
- 2009 : Prix Friedrich Hölderlin de la ville de Bad Homburg
- 2014 : Prix Erich-Fried
- 2021 : Rheingau Literatur Preis (de)
- 2022 : Prix de littérature de la ville de Brême
- 2022 : Preis der LiteraTour Nord (de)